# Copris anceus
Copris anceus là một loài bọ cánh cứng trong họ Bọ hung (Scarabaeidae).